# 김용국 (야구인)
김용국(金用國, 1962년 6월 21일 ~ )은 전 KBO 리그 삼성 라이온즈, 태평양 돌핀스의 내야수이자, 현재는 대구방송의 라디오 야구 중계 해설위원이다.

## 선수 시절

### 아마추어 시절
한양대학교 체육학과 재학 시절 뛰어난 활약으로 국가대표팀에 발탁되어 1984년 LA 올림픽에 참가했다.

### 삼성 라이온즈시절
한양대학교 체육학과 졸업 후 1985년부터 주전 3루수로 활동했지만 1987년 한국프로야구에는 류중일의 입단으로 설 자리를 잃어 유격수에서 전향했던 오대석과 병용으로 출전했다.
류중일이 1988년에 팔꿈치 수술로 출장 입지가 줄어들어 오대석이 류중일의 자리에 들어가게 되자, 1988년부터 1993년까지 줄곧 팀의 주전 3루수로 활약했다. 또한 1991~1992년, 2년간 팀의 주장을 맡으면서 커리어 하이를 기록했다. 1루수 김성래, 2루수 강기웅, 유격수 류중일, 3루수 그로 이어지는 내야 수비진은 리그 최고 수준으로 평가받았다. 한편, 그는 뛰어난 수비 실력에 비해 상대적으로 타격이 떨어져서, 아쉽게도 매번 해태 타이거즈 3루수 한대화에게 밀려 3루수 골든 글러브는 단 한 차례도 수상하지 못했다.
1993년 시즌 후 태평양 돌핀스로 트레이드되었다. 이후 삼성의 3루수는 김한수가 맡게 되었다.

### 태평양 돌핀스시절
1994~1995년에 활동한 후, 팀을 새로 인수한 현대 유니콘스가 기존의 선수단을 리빌딩하는 과정에서 1996년에 세대 교체의 명분 아래 현역에서 은퇴했다.

## 지도자 경력
은퇴 후 현대그룹의 실업 야구단 현대 피닉스에서 1996년부터 수비 코치를 맡았다. 1년 뒤엔 프로 구단 현대 유니콘스로 발령나기를 기다렸으나 도리어 재계약 불가 통보를 받았고, 실망감을 안은 채 두 아들과 아내를 데리고 미국으로 유학을 떠났다.
1997년 그는 무보수 방문 코치로서 밀워키 브루어스 산하의 루키 리그 야구단 헬레나 브루어스에서 코치로 있다가 그 해 9월 마이너 리그 내의 교육 리그인 애리조나 폴 리그에 속해 있던 야구단 선 시티즈 솔라 삭스에서 한 달간 경험을 쌓은 뒤 다시 밀워키 브루어스 산하의 싱글A 야구단 스탁턴 포츠에서 수비 및 주로 코치로 일했다. 1998년 말, 1년간 그를 지켜본 스탁턴 포츠는 그에게 연봉 3만 달러를 제안함과 동시에 1999년부터 정규 시즌 코치로 일할 것을 제안했다. 1999 시즌 후 연봉이 3만 5천 달러로 오르면서 트리플A 야구단 인디애나 인디언스의 코치로 승격됐다. 2000 시즌 중에는 스카우트 자격으로 한국에 2주 동안 출장을 오기도 했는데, 그 때 한국의 4개 프로 구단으로부터 코치 제의를 받았다. 그는 메이저 리그 코치를 할 생각도 있었으나 LG 트윈스의 강력한 러브콜로 인해 국내 복귀를 택했다.
대한민국에서 연봉 5,000만원에 LG 트윈스의 코치로 활동하기 시작한 그는 추후 자리를 옮겨 2006부터 2009년까지 친정 팀 삼성 라이온즈에서 수비 코치로 활동했다. 2009년 친정 팀의 코치 재계약에 실패한 후 2010년 시즌엔 넥센 히어로즈에 자리를 옮겨 2군 수비·작전·주루 코치로 활동하다가 류중일이 감독으로 부임한 후 부름을 받아 친정 팀 삼성 라이온즈의 코치로 복귀했다.
2010년 올스타전에서 삼성 라이온즈 레전드 올스타 행사도 열렸는데, 그가 레전드 3루수로 선정되어 오랜만에 삼성 라이온즈의 옛 유니폼을 입기도 했다.
2016 시즌 후 류중일이 삼성 라이온즈 감독에서 물러난 후 삼성 라이온즈와 재계약이 불발된 뒤 김진욱이 감독으로 부임한 kt 위즈의 부름을 받고 팀을 옮겼다.
2019년에는 경주고등학교 야구부 감독으로 부임했으나, 2020 시즌 후 김상엽에게 감독직을 넘겼다.

## 해설위원 경력
2023년에 대구방송의 라디오 야구 중계 해설위원을 맡고 있었던 강동우가 한화 이글스의 잔류군 코치로 영입되자, 강동우의 후임으로 2023년 KBO 리그 후반기 시즌부터 대구방송의 해설위원을 맡게 됐다.

## 출신 학교
- 대구수창초등학교
- 경상중학교
- 대구상업고등학교
- 한양대학교 체육학과 (81학번)

## 등번호
- '7' - 삼성 라이온즈
- '8' - 태평양 돌핀스

## 통산 기록
| 연도 | 팀명   | 타율  | 경기 | 타수 | 득점 | 안타 | 2루타 | 3루타 | 홈런 | 루타 | 타점 | 도루 | 도실 | 볼넷 | 사구 | 삼진 | 병살 | 실책 |
| ---- | ------ | ----- | ---- | ---- | ---- | ---- | ----- | ----- | ---- | ---- | ---- | ---- | ---- | ---- | ---- | ---- | ---- | ---- |
| 1985 | 삼성   | 0.239 | 99   | 306  | 46   | 73   | 14    | 1     | 7    | 110  | 37   | 3    | 4    | 34   | 2    | 42   | 10   | 9    |
| 1986 | 삼성   | 0.216 | 108  | 278  | 20   | 60   | 10    | 2     | 0    | 74   | 31   | 6    | 3    | 20   | 0    | 30   | 10   | 9    |
| 1987 | 삼성   | 0.264 | 75   | 182  | 18   | 48   | 6     | 1     | 4    | 68   | 27   | 6    | 1    | 15   | 2    | 19   | 6    | 8    |
| 1988 | 삼성   | 0.285 | 101  | 333  | 40   | 95   | 11    | 1     | 3    | 117  | 42   | 8    | 7    | 32   | 3    | 30   | 10   | 15   |
| 1989 | 삼성   | 0.288 | 98   | 333  | 53   | 96   | 15    | 1     | 9    | 140  | 44   | 8    | 2    | 30   | 3    | 27   | 12   | 18   |
| 1990 | 삼성   | 0.220 | 91   | 255  | 29   | 56   | 11    | 0     | 4    | 79   | 29   | 2    | 0    | 14   | 0    | 30   | 1    | 14   |
| 1991 | 삼성   | 0.295 | 126  | 403  | 55   | 119  | 21    | 1     | 7    | 163  | 58   | 4    | 10   | 54   | 2    | 49   | 8    | 19   |
| 1992 | 삼성   | 0.264 | 121  | 311  | 39   | 82   | 14    | 1     | 6    | 116  | 35   | 4    | 2    | 40   | 3    | 45   | 5    | 26   |
| 1993 | 삼성   | 0.208 | 90   | 202  | 22   | 42   | 5     | 0     | 2    | 53   | 13   | 3    | 2    | 26   | 3    | 29   | 4    | 8    |
| 1994 | 태평양 | 0.189 | 121  | 280  | 26   | 53   | 12    | 0     | 4    | 77   | 34   | 3    | 2    | 47   | 1    | 60   | 6    | 14   |
| 1995 | 태평양 | 0.215 | 62   | 135  | 11   | 29   | 4     | 1     | 0    | 35   | 8    | 3    | 1    | 12   | 1    | 29   | 5    | 6    |
| 통산 | 11시즌 | 0.250 | 1092 | 3018 | 359  | 753  | 123   | 9     | 46   | 1032 | 358  | 50   | 34   | 324  | 20   | 390  | 77   | 146  |